# Felipe Poey
Felipe Poey (26 tháng 5 năm 1799 – 28 tháng 1 năm 1891), tên đầy đủ là Felipe Poey y Aloy, là một nhà động vật học và là nhà tự nhiên học người Cuba.

## Tiểu sử

### Gia đình và giáo dục
Felipe Poey sinh ngày 26 tháng 5 năm 1799 tại La Habana, Cuba, nhưng sau đó đã chuyển đến sống ở Pau, Pháp khi lên 5 tuổi. Cha ông là Juan Andres Poey y Lacasse, người gốc Pháp, và mẹ là Maria del Rosario Aloy y Rivera, người Cuba. Tại Pau, ông đã đi học từ năm 1804 đến 1807.
Sau khi người cha qua đời, Poey quay về La Habana và học tại chủng viện Colegio-Seminario de San Carlos. Ông tốt nghiệp trường chủng viện vào năm 1820 với tấm bằng Cử nhân Luật, và sang Tây Ban Nha để tiếp tục học cao hơn. Ba năm sau (1823), ông quay về Cuba và kết hôn với Maria de Jesus Aguirre y Hornillos vào năm 1824. Cả hai sinh được 5 người con. Năm 1826, cả gia đình Poey quay lại Pháp rồi lại trở về Cuba năm 1833.

### Những năm ở Pháp
Những năm ở Pháp, Poey dần chuyển sang đam mê với ngành lịch sử tự nhiên. Ông đọc rộng nhiều sách, nghiên cứu những mẫu vật trong các bảo tàng và tạo dựng nhiều mối liên hệ với cộng đồng khoa học người Pháp. Khi sang Pháp, ông đã mang theo một loạt các bức vẽ về những loài cá bản địa của Cuba, và một thùng tô nô (hay thùng barrel) chứa các mẫu vật của cá được bảo quản trong rượu brandy.
Poey đã đến gặp nhiều danh nhân lúc bấy giờ như Achille Valenciennes, Étienne Geoffroy Saint-Hilaire và Georges Cuvier. Ông đã gửi những bản vẽ và mẫu vật của mình đến cho Cuvier, người được xem là cha đẻ của ngành giải phẫu học và cổ sinh vật học. Từ những thứ mà Poey gửi, Cuvier đã phát hiện ra nhiều loài mới chưa được mô tả nên đã thêm chúng vào bộ Histoire naturelle des poissons (Lịch sử tự nhiên về cá), một công trình cộng tác giữa Cuvier và Valenciennes với 22 quyển được xuất bản từ năm 1828 đến 1849. Cuvier rất ấn tượng với Poey và đã nhận ông làm học trò của mình.
Trước khi rời Pháp, Poey đã xuất bản nghiên cứu đầu tiên của mình vào năm 1832, một bản liệt kê các loài bướm ở Cuba với tựa đề là Centurie de Lepidoptere de L'Ile de Cuba, và được gia nhập vào hội côn trùng học Société Entomologique.

### Quay về Cuba
Quay trở về quê nhà, Poey trở thành một giáo viên dạy địa lý ở Carraguao. Với hy vọng cải thiện trong việc giảng dạy môn địa lý ở Cuba, ông đã xuất bản một bản tóm tắt nhỏ về địa lý Cuba vào năm 1836. Tuy vậy, ông vẫn đam mê về động vật học và các nhánh khác của ngành lịch sử tự nhiên.
Năm 1839, Poey thành lập Bảo tàng Lịch sử Tự nhiên La Habana. Năm 1842, ông trở thành giáo sư đầu tiên về chuyên ngành Động vật học và Giải phẫu học so sánh tại Đại học La Habana. Sau đó, ông được lập làm trưởng khoa của khoa Khoa học và Phó hiệu trưởng của Đại học La Habana.
Với sự hỗ trợ ít ỏi từ địa phương, Poey đã xây dựng một hệ sinh thái quốc tế tập trung các đồng nghiệp có hứng thú với công việc của mình, nghiên cứu về những loài cá ở Cuba. Poey vẫn thường dạo quanh các chợ cá ở La Habana mỗi ngày để xem những loài mới nào có thể được tìm thấy.
Trong những năm từ 1850 đến 1860, Poey cũng đã dày công biên soạn cho riêng mình một bộ magnum opus về các loài cá Cuba, Ictiologia cubana. Nhưng các nhà xuất bản lúc bấy giờ không thể tìm được ai có thể biên tập thủ công một công trình lớn như vậy (và không đem lại lợi nhuận), nên cho đến khi qua đời, Poey vẫn không thể thấy được công trình hoàn chỉnh của mình.
Nhiều phần của bản viết tay của Ictiologia cubana được xuất bản vào năm 1955 và 1962. Vào những năm 1990, nhà sinh học biển Dario Guitart Manday tiếp tục công việc xuất bản còn dang dở của Poey, nhưng Manday mất ngay vào thời điểm đó nên chỉ có 3 quyển đầu của bộ Ictiologia cubana chính thức được in ấn và xuất bản năm 2000.

### Qua đời
Felipe Poey qua đời vào sáng ngày 28 tháng 1 năm 1891 tại La Habana, Cuba. Toàn bộ công trình đồ sộ của ông đều được lưu trữ ở Cuba và Hoa Kỳ.

## Công trình nghiên cứu
- Centurie de Lepidoptere de L'Ile de Cuba (1832)
- Compendio de geografía de la Isla de Cuba (1836)
- Curso de zoología, profesado en la Real Universidad de la Habana (1843)
- Historia Natural de la Isla de Cuba (2 quyển, 1860)
- Poissons de l'île de Cuba (1875)
- Enumeratio piscium Cubensium (1875 – 1876)
- Ictiología cubana (vẫn chưa xuất bản)

## Sách tham khảo
- Aldemaro Romero (2007). The discovery of the first Cuban blind cave fish: the untold story (PDF). Quyển 41. tr. 16–22. {{Chú thích sách}}: Đã bỏ qua |journal= (trợ giúp)
- Patrick H. Armstrong; Geoffrey Martin, biên tập (2015). Geographers: Biobibliographical Studies (volume 24). Nhà xuất bản Bloomsbury Publishing. ISBN 978-1474226943.